# Apolinary Knothe
Apolinary Knothe (ur. 4 lipca 1844 w Mnichowie, zm. 10 listopada 1894 w Sandomierzu) – polski ksiądz i poeta. Autor cyklu wierszy o Sandomierzu.
Był absolwentem progimnazjum w 1862 przyjęty został do Seminarium Duchownego w Sandomierzu, po roku wysłano go na dalsze kształcenie do Akademii Duchownej w Warszawie, którą ukończył przyjmując święcenia kapłańskie w 1867 z rąk biskupa Józefa Michała Juszyńskiego, a następnie został profesorem sandomierskiego seminarium. W 1877 otrzymał probostwo w Niekrasowie. Na życzenie biskupa Antoniego Franciszka Sotkiewicza opisał kościoły w dekanacie sandomierskim. Jego cykl wierszy o Sandomierzu został wydrukowany w 20 lat po jego śmierci przez jego ucznia - księdza Jana Wiśniewskiego jako aneks do monografii Dekanat Sandomierski. Jeden z jego wierszy o legendarnej Halinie Krępiance został umieszczony na murach podziemi sandomierskich przeznaczonych do zwiedzania dla turystów. Pochowany został na Cmentarzu Katedralnym w Sandomierzu mowy pogrzebowe wygłosili kanonicy katedry sandomierskiej późniejsi biskupi Stanisław Zdzitowiecki i Marian Józef Ryx, na jego grobie przyjaciele i uczniowie postawili pomnik odnowiony w 2011.